# Лідійська література

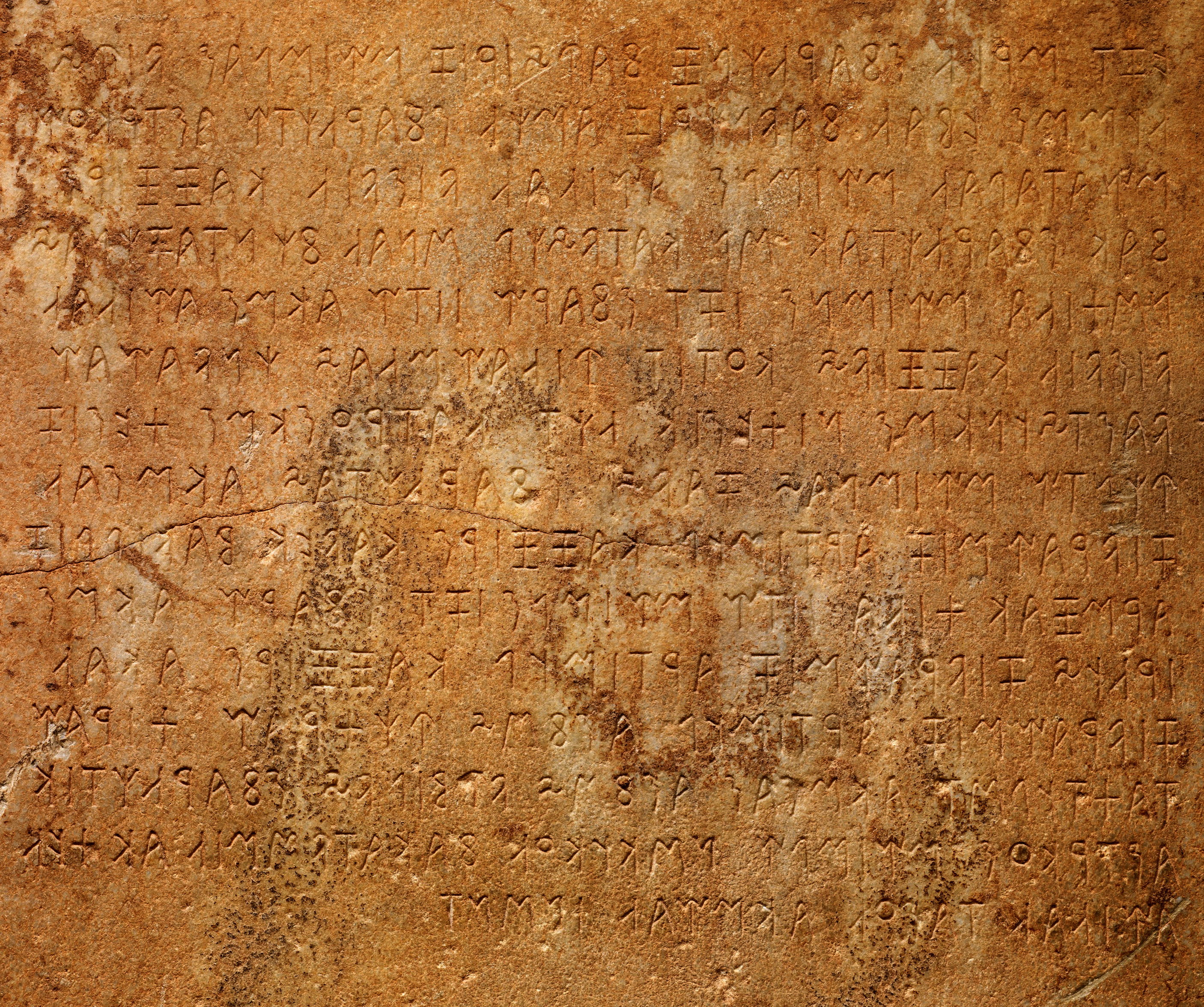
Лідійський текст

Лідійська література — «мала» стародавня література Анатолії (нині Туреччина), що створювалася лідійською мовою і частково збереглася у монументальних написах VIII-II століття до нашої ери на території Лідії. Деякі сюжети і мотиви, імовірно, мали вплив на давньогрецьку літературу та інші давні літератури регіону, однак реконструкція цих впливів носить, переважно, гіпотетичний характер.
Основний масив лідійської літератури, що безпосередньо дійшов до нас, складають епітафії та посвячення — загалом 114 фрагментів.

## Лідія і лідійці
Лідія була однією із основних політичних сил у першій половині I тисячоліття до н.е. і сягнула піку свого розквіту за правління Гіга (682-644рр. до н.е.) та Креза (560-546рр. до н.е), а також, можливо, Аліата (617-561рр. до н.е). У 546 році до н.е. Лідія була завойована перським царем Кіром Великим, а в 334 році до н.е. — Александром Македонським. У 133 році до н.е Лідія увійшла до складу Римської імперії. У цей же час лідійська мова зникає з ужитку, окрім містечка Кібіра на південному заході Анатолії.
Самоназва лідійців — сфардійці, за назвою їхньої столиці — Сарди. З Лідією пов’язано чимало легенд, зокрема стосовно її правителів-тиранів.

Лідія бл. 550 до нашої ери.

## Мова
Лідійська мова належить до анатолійської гілки індоєвропейської родини мов, однак у межах гілки її важко віднести до конкретної підгрупи. Можна лише констатувати, що за давністю з-поміж анатолійських ця мова є другою, молодша за хетську, але старша за палайську. Писемність — лідійський алфавіт, що зовні дещо нагадує грецький, але насправді виник на основі фінікійського.

## Корпус текстів
Лідійські тексти зафіксовані у написах з VIII до II століття до н.е. на території Лідії, а також у центрі і на заході Анатолії (території, що загалом відповідають сучасним турецьким провінціям Маніса та Ізмір). Основними місцями археологічних знахідок є столиця Лідії Сарди, Кула, Меньє, Мерсінлі, Біркелі, Ефес, Тірра, Магнесія, Смірна та Ларіса.
Загальна кількість лідійських написів складає 114. Їхня переважна кількість була знайдена у Сардах та околицях, але деякі записи було знайдено у Віфінії, Херсонесі та Єгипті. Стандартним виданням лідійського корпусу є «Lydisches Wörterbuch» (1964) та «Lydisches Wörterbuch. Ergänzungsband» (1980-1982) Р. Ґусмані.

Лідійські написи можна поділити на:
1) погребальні (епітафії) 
2) посвячувальні 
3) юридичні 
4) легенди на монетах та печатках 
5) некласифіковані (деякі просто погано розуміються)

## Особливості
Про «лідійську літературу» можна говорити лише з великою долею умовності, оскільки збереглися тільки епітафії, переважно дуже короткі. Вони представляють більш історичний і культурний інтерес, аніж власне літературний. Чи не єдиним цікавим зразком може бути ось цей посвячувальний напис із Сард:
|  | Володіння присвячено Сарістру — Божеству, що всіх захищає. В Аресі храм йому збудував я. Власник пише про свої права І божеству володіння посвячує. Так пише Саркаст, Катовала син, Той жрець, який храм йому збудував. Я покровительці Артеміді Своє володіння передаю, Щоб у майбутньому в Сардах ти оберегла Мене і всіх спадкоємців моїх. А тим, хто напис цей осквернить І цей камінь, — тим нехай погано буде!. |

Хоча на перший погляд він мало відрізняється від інших анатолійських посвячувальних написів, однак великий інтерес представляє метричний характер тексту (у технічному перекладі тексту вище це може бути непомітно), котрий, як і інші лідійські віршовані тексти, продовжує давню індоєвропейську традицію, що відбита у ще більш ранніх давньохетських текстах. Таким чином, епіграфічні лідійські пам’ятки можуть бути цікаві для літературознавства в аспекті порівняльного та історичного віршознавства.

## Впливи

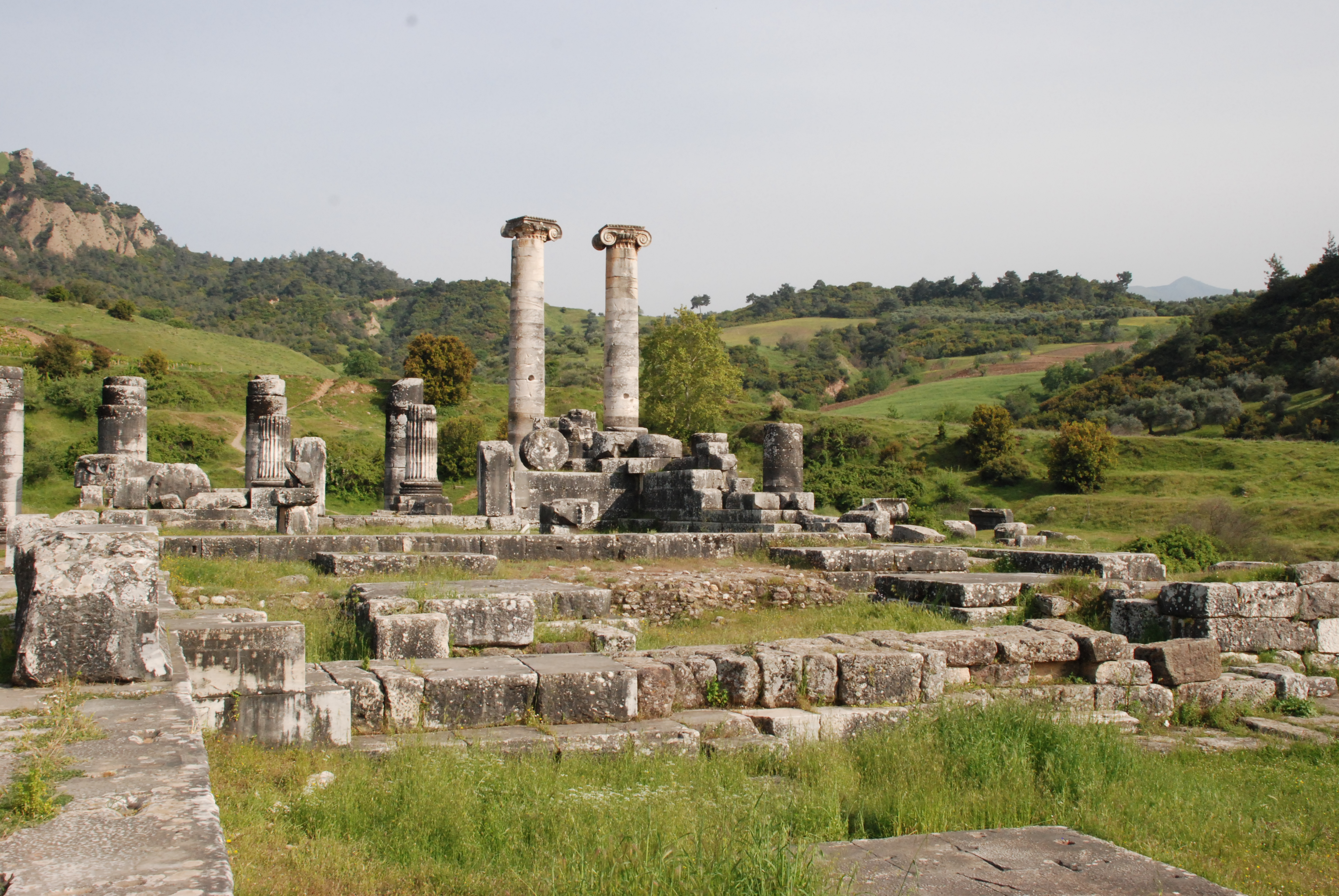
Грецький храм Артеміди у Сардах (бл. 300 до н.е.)

Важливим також є питання впливів лідійської літератури, яка вочевидь мала існувати, на сусідні літератури. Більшість літературознавців скаржаться на відсутність достатньої кількості текстів, аби підтвердити різні гіпотези, однак їх продовжують висувати.
Відомо, що у лідійській релігії були дуже поширені культи помираючих та воскресаючих богів (Сандан, Аттіс, Сабазій) й оргіастичні містерії на їхню честь. Найвідомішою була богиня, відома під іменем Великої Матері, Матері богів та Кібели, що втілювала у собі культ родючості й шанувалася як богиня війни у всій Малій Азії. Ці релігійні елементи суттєво вплинули на багато сусідніх культур та літератур, зокрема і на давньогрецьку.
У Лідії існував обряд Священного Весілля, який відбитий у тогочасній грецькій поезії, створеній у цьому регіоні або неподалік. У поезіях Алкмана, Сапфо та Алкея є свідчення, що у Сардах було «багато красивих жінок». Під цим твердженням ховається місцеве уявлення, що кожна сардійська дівчина була потенційною нареченою царя у відповідному ритуалі. Це призводило до церемоній, де показувалася і вшановувалася краса. «Пісні жінок» Алкмана припускають, що таке мало місце у Сардах у вигляді оспівування прекрасних жінок, призначеного для  загального схвалення. Близько до цієї традиції Архілох виражає поєднання захоплення та презирства до багатства, могутності та богоподібних діянь лідійських тиранів. Він говорить, що греків захоплює лідійське прагнення досконалості, але лякає ціна, яку доводиться за це платити, котра переходить межу людяності.
Також вважається, що саме лідійські музичні традиції (разом із фригійськими), вплинули на формування давньогрецької музики та музичних жанрів. Ідеологічне прийняття тиранії у давньогрецькій епічній поезії Гомера та Гесіода теж може мати лідійське походження. Утім, питання подібних впливів значною мірою лишається гіпотетичним або відкритим, хоча багато дослідників продовжують цим займатися.

### Дослідження
- Melchert H.C. Lydian // The Ancient Languages of Asia Minor / Ed. by R.D. Woodard. Cambridge, 2008.
- Munn, Mark H. The Mother of the Gods, Athens, and the Tyranny of Asia: A Study of Sovereignty in Ancient Religion. — University of California Press, 2006. – 452 p.
- Кузьменко Д. Лідійська література [Архівовано 11 березня 2018 у Wayback Machine.] // Δημήτρός γραφεύς. — 7 березня 2018.
- Рицца А. Лидийский язык // Языки мира: Реликтовые индоевропейские языки Передней и Центральной Азии. — М.: Academia, 2013. — С. 75—97. — (Языки мира). — ISBN 978-5-87444-370-2.

#### Тексти
- Gusmani R. Lydisches Wörterbuch. — Heidelberg, 1964.
- Gusmani R. Lydisches Wörterbuch. Ergänzungsband. — Heidelberg, 1980, Lfg. 1; 1982, Lfg. 2; 1986, Lfg. 3.
- Луна, упавшая с неба. Древняя литература Малой Азии / Пер. с древнемалоазиатских языков, вступ. статья и коммент. Вяч. Вс. Иванова. — М.: Художественная литература, 1977. — 320 с.